# John Amos
John Amos (Newark, 1939. december 27. –‎ Los Angeles vagy Inglewood, 2024. augusztus 21.) amerikai színész.

## Életpályája
1970-ben indult színészi pályája a Mary Tyler Show-ban Gordon „Gordy” Howard szerepében, majd a CBS több sorozatában játszott. 1977-ben Emmy-jelölést kapott Kunta Kinte szerepéért a Gyökerek című minisorozatban. Az alkotás kilenc Emmy-díjat, de Golden Globe-ot is nyert, és több mint 130 millióan nézték meg csak az Egyesült Államokban. Az amerikai televíziózás egyik legnépszerűbb sorozata volt.
A színész később is rengeteg sorozatban szerepelt, de feltűnt Eddie Murphy Amerikába jöttem című filmjében és folytatásában, valamint a Die Hard 2-ben. Fiával közösen pedig elkészítette az életéről szóló dokumentumfilmet, mely az America’s Dad címet viseli.
Filmes pályája előtt tehetséges sportoló volt, 1967-ben a Kansas Chiefs csapatában játszott, valamint a főiskolai amerikaifoci-bajnokságban is pályára lépett a Colorado State Universityben.

## Filmográfia

### Film
| Év   | Eredeti cím                                                              | Szerep                  | Magyar cím            |
| ---- | ------------------------------------------------------------------------ | ----------------------- | --------------------- |
| 1971 | Vanishing Point                                                          | Super Soul's Engineer   |                       |
| 1971 | Sweet Sweetback's Baadasssss Song                                        | Biker                   |                       |
| 1973 | The World's Greatest Athlete                                             | Coach Sam Archer        |                       |
| 1975 | Let's Do It Again                                                        | Mack "Kansas City Mack" |                       |
| 1980 | Touched by Love                                                          | Tony                    |                       |
| 1982 | The Beastmaster                                                          | Seth                    |                       |
| 1983 | Dance of the Dwarfs                                                      | Esteban                 |                       |
| 1985 | American Flyers                                                          | Dr. Conrad              | Hegyek pokla          |
| 1988 | Coming to America                                                        | Cleo McDowell           | Amerikába jöttem      |
| 1989 | Lock Up                                                                  | Captain Meissner        | A bosszú börtönében   |
| 1990 | Two Evil Eyes                                                            | Detective Legrand       |                       |
| 1990 | Die Hard 2                                                               | Major Grant             | Még drágább az életed |
| 1991 | Ricochet                                                                 | Reverend Styles         | Visszakézből          |
| 1991 | Without a Pass                                                           | Blue Berry              |                       |
| 1993 | Mac                                                                      | Nat                     |                       |
| 1993 | Night Trap                                                               | Captain Hodges          |                       |
| 1995 | For Better or Worse                                                      | Gray                    |                       |
| 1998 | The Players Club                                                         | Officer Freeman         |                       |
| 2001 | All Over Again                                                           | Coach Zeller            |                       |
| 2003 | The Watermelon Heist                                                     | Old Man Amos            |                       |
| 200  | [My Baby's Daddy                                                         | Uncle Virgil            |                       |
| 200  | Countdown                                                                | Admiral Melory          | Leszámolás – Terror   |
| 2005 | Shadowboxing                                                             | Hill                    | Boksz a sötétben      |
| 2006 | [Dr. Dolittle 3                                                          | Jud Jones               |                       |
| 2007 | Ascension Day                                                            | Henry                   |                       |
| 2010 | Lean Like a Cholo                                                        | "Slick"                 |                       |
| 2011 | Stills of the Movement: The Civil Rights Photojournalism of Flip Schulke | The Narrator            |                       |
| 2012 | Zombie Hamlet                                                            | Edgar Mortimer          |                       |
| 2012 | Madea's Witness Protection                                               | Pastor Nelson           |                       |
| 2014 | Act of Faith                                                             | Brady                   |                       |
| 2015 | Bad Asses on the Bayou                                                   | Earl                    | Tökös csávó 3.        |
| 2015 | Mercy for Angels                                                         | God                     |                       |
| 2015 | Tamales and Gumbo                                                        | The Patron              |                       |
| 2016 | Hauntsville                                                              | Mr. Kimball             |                       |
| 2019 | Uncut Gems                                                               | önmaga                  | Csiszolatlan gyémánt  |
| 2021 | Coming 2 America                                                         | Cleo McDowell           | Amerikába jöttem 2.   |
| 2021 | Because of Charley                                                       | Grandpa                 |                       |
| 2021 | Christmas in Miami                                                       | Chief Host              |                       |
| 2022 | Me Time                                                                  | Gil                     | Énidő                 |
| 2023 | The Last Rifleman                                                        | Lincoln Adams           |                       |